# Mika Hagi
Mika Hagi (萩 美香, Hagi Mika, née le 27 septembre 1983 à Tsu, au Japon) est une ancienne gagnante du concours Miss Japon 2007.

## Biographie
Mika Hagi est née le 27 septembre 1983, à Tsu, dans la préfecture de Mie, au Japon.
En 2007, après deux tentatives infructueuses, elle remporte le concours de Miss Japon. Cette année-là, elle est élue parmi 3 000 candidates.
Elle est diplômée de l'université de Mie et de l'université Rikkyō de Tokyo. 
Elle vit à Tokyō et travaille comme actrice de séries télé pour la société Mie Television Broadcasting.

## Source de la traduction
- (en) Cet article est partiellement ou en totalité issu de l’article de Wikipédia en anglais intitulé « Mika Hagi » (voir la liste des auteurs).